# O Gigante (filme)
O Gigante é um documentário brasileiro produzido entre 1965 e 1968, dirigido por Mario Civelli. Outros nomes para a produção foram Tuxaua e A hora e a vez de um cinegrafista. Foi restaurado em 2007 pela TeleImage, com patrocínio da Petrobrás. Segundo informações na cópia restaurada, o filme teve problemas com a Censura da época que não gostou do "tom crítico do narrador" e por isso só pôde entrar no circuito comercial na década de 1970.Trata-se de uma compilação de imagens do cinegrafista William Gericke (creditado como produtor e diretor de fotografia), que durante 50 anos viajou por diversos lugares do Brasil e registrou algumas imagens raras da história do país no século XX. Os equipamentos foram variados e as imagens em sua maior parte são em preto e branco, passando a coloridas apenas na parte final da exibição. Há ainda cenas do Marechal Rondon, cedidas pelo Instituto de Proteção aos Índios. A produção executiva foi de Luigi Picchi, a narração de Vicente Leporace de texto de A.C.Carvalho. As imagens não estão em ordem cronológica, buscando os contrastes do antigo e do novo, e ressaltando aspectos pitorescos, curiosos ou trágicos capturados nas imagens do cinegrafista.

## Enredo
A narrativa começa mostrando os diversos meios de transporte usados ou vistos pelo cinegrafista em suas viagens: ferrovias, transportes urbanos, aviões, helicópteros, paraquedas, barcos fluviais a vapor ou a roda de pás, lanchas, canoas, jangadas, carros de boi, carroças, automóveis, etc. Logo a seguir são mostradas imagens antigas de São Paulo, cidade da juventude do cinegrafista, e do Marechal Rondon, cujas imagens nas selvas são citadas como a principal inspiração dele. A seguir são exibidas cenas da ferrovia Madeira-Mamoré e dos trabalhadores, muitos estrangeiros. As antigas locomotivas tinham sido substituídas por transportes ferroviários pequenos, chamadas de "litorinas", que viajavam pelos 366 quilômetros da ferrovia em 8 horas. Há uma exibição de um acidente com um avião e uma imagem antiga de Santos Dumont, seguida de um piloto testando uma mochila voadora. As imagens voltam à Amazônia, aparecendo palafitas, pesca com lanças, capturas e comercialização de crocodilos e tartarugas. Uma curiosidade são as cenas do "trem", barco a vapor que funciona como uma locomotiva e puxa dezenas de barcos menores. No Pantanal do Mato Grosso, é exibida a pecuária da região. Os animais, inclusive cavalos selvagens que devem ser domados, são levados através dos rios para lugares mais elevados para evitar o período da cheia. Terminado o trabalho, há o período de festas que incluem feiras e rodeios. No período da seca há a disputa pela água e vários animais aparecem, inclusive uma onça, que é capturada viva com a ajuda de cães, para ser enviada a um zoológico estrangeiro. Logo depois, aparecem imagens de diversos garimpos no Brasil Central: diamantes, ouro de aluvião, cristais de rocha, mica em Minas Gerais, Petróleo na Bahia. A exploração da castanha do Pará no Rio Vermelho, afluente do Tocantis, é mostrada com destaque. Chama a atenção que os trabalhadores andam armados. Segundo eles, para se protegerem dos índios. Também não tomam banho nos rios, preferindo chuveiros improvisados. Isso por causa das piranhas, além dos jacarés, que povoam as águas. A precária exploração de borracha que foi muito importante durante a Segunda Guerra Mundial também foi registrada. Uma viagem e estadia de meses nas aldeias dos índios amazônicos Calapalos também conta com muitas imagens. Filmagens aéreas da floresta que incluem aldeias dos Xavantes, algumas ainda sem ter tido contato com os homens brancos, são mostradas. Na sequência, cenas de minas de carvão em Santa Catarina, a construção de Goiânia (que o cinegrafista registrou durante 30 anos) e de Brasília (com destaque para as imagens do cotidiano dos candangos). Na parte colorida, mais algumas imagens da Amazônia e dos índios, Pampas, Vila Velha, Cataratas, Bahia, Brasília, Rio de Janeiro, São Paulo, além de eventos tais como o Carnaval de rua, a Corrida de São Silvestre (com um quase atropelamento de corredor) e o Concurso de Miss Universo vencido pela brasileira Ieda Maria Vargas.